# Lobophytum solidum
Lobophytum solidum är en korallart som beskrevs av Tixier-Durivault 1970. Lobophytum solidum ingår i släktet Lobophytum och familjen läderkoraller. Inga underarter finns listade i Catalogue of Life.